# Hněvkovice (zámek)
Zámek Hněvkovice je kulturní památka, která se nachází v součásti města Týna nad Vltavou v okrese České Budějovice, která se nazývá Hněvkovice na pravém řeky Vltavy – na rozdíl od místní části města s názvem Hněvkovice na levém břehu Vltavy. Zámek je 3 km jihovýchodně od centra města na mírném svahu nad řekou Vltavou. Od řeky jej odděluje silnice II. třídy č. 105 a cyklotrasa č.1079 Hluboká nad Vltavou – Týn nad Vltavou, která je součástí Vltavské cyklistické cesty.

## Historie
V roce 1584 si zde Jeroným Hozlauer z Hozlau postavil renesanční tvrz, zdobenou sgrafity a freskami. V zemských deskách byla zapsána jako „uměleckým dílem zdobená“. Po Hozlauerově účasti na českém stavovském povstání byla tvrz obsazena císařským vojskem. V roce 1621 byla tvrz s přilehlou vsí postoupena Janu Častolárovi z Dlouhé Vsi na úhradu válečné půjčky, ten pak sešlou tvrz předal pražskému arcibiskupovi, kterým byl tehdy Jan Lohelius, jako náhradu za svůj dluh. Arcibiskup Jan Bedřich z Valdštejna nechal tvrz přestavět na barokní zámek. Hněvkovický zámek sloužil před postavením vltavotýnského zámku (1699) jako sídlo správy vltavotýnského arcibiskupského panství. Při morové epidemii v Praze sídlila v zámku svatovítská kapitula (od léta 1713 do března 1714). Později zde byl hospodářský dvůr a správa polesí. Ve 2. polovině 20. století zde bylo zemědělské učiliště a internát. V 60. letech 20. století byla v hlavním sále v 1. patře, kde jsou renesanční nástěnné malby, umístěna tělocvična. Později byl sál předělen a malby byly zabíleny. Dnes je zde střední odborná škola a střední odborné učiliště.

## Popis

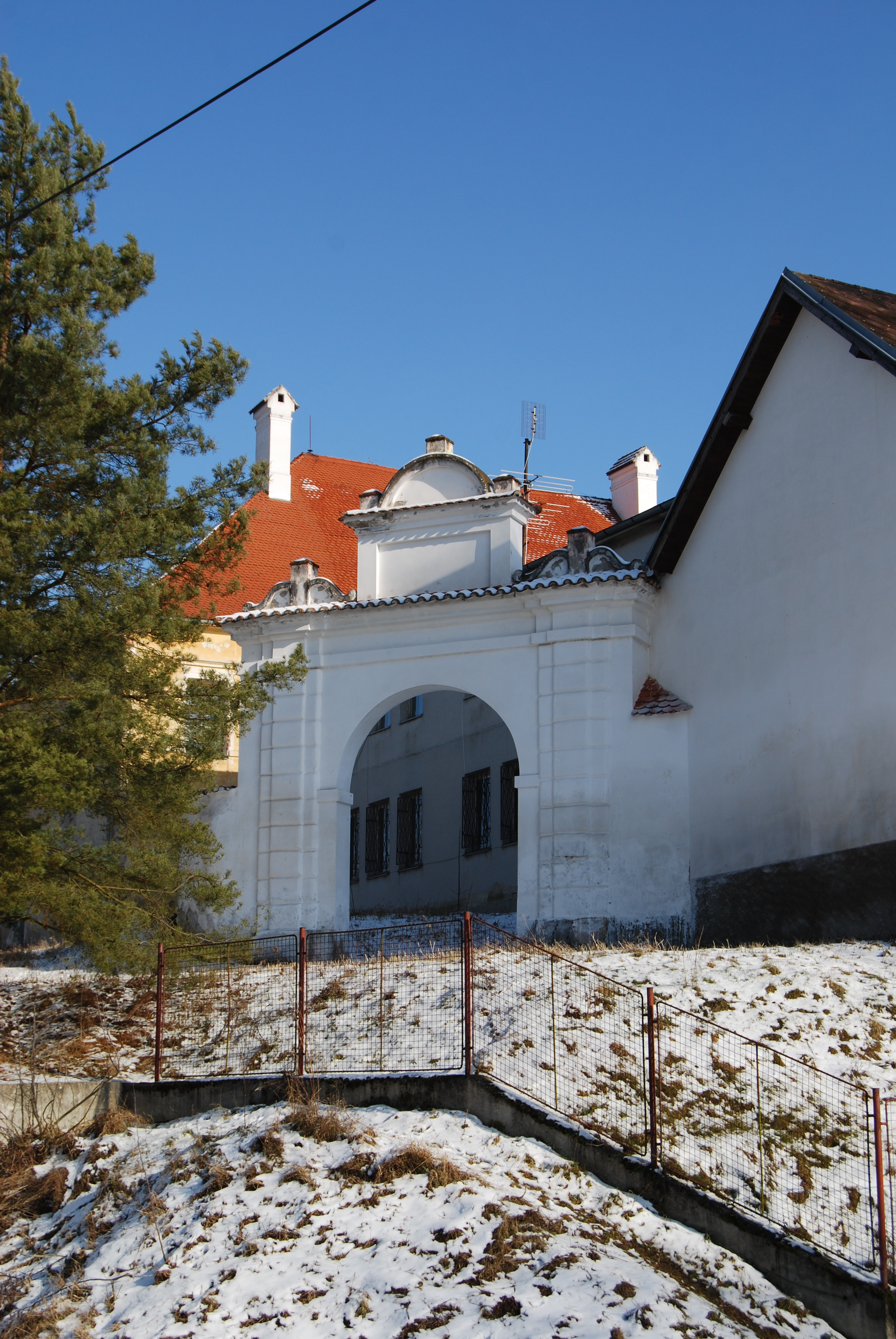
Brána v jihozápadním rohu areálu

Stavba si zachovala původní dispozici, má obdélníkový půdorys, je jednopatrová a má valbovou střechu. Původně byla stavba ohrazená; ze dvou barokních bran se dochovala brána na jihozápadním rohu zámeckého areálu, ke které již nevede přístupová cesta. Nad vchodem do budovy je terakotový znak arcibiskupa Jana Bedřicha z Valdštejna. Pod zámkem jsou rozlehlé klenuté sklepy. Průzkumem byly zjištěny renesanční malby, které mají vysokou uměleckou úroveň.